# Spike Edney
Spike Edney, all'anagrafe Philip Edney (Portsmouth, 11 dicembre 1951), è un musicista britannico.
È noto per aver collaborato, a partire dal 1984, con i Queen come tastierista e chitarrista ritmico. Con la band inglese ha partecipato ai due concerti tenuti dal gruppo a Wembley l'11 e il 12 luglio nel corso del Magic Tour del 1986, dalla seconda data dei quali è stato tratto il Live at Wembley '86. Edney è stato inoltre membro dei Cross, gruppo fondato da Roger Taylor attivo dal 1987 al 1993, e ha partecipato ai progetti solisti del chitarrista Brian May dal 1993 al 1998.
Nel 1992 ha collaborato con Lucio Battisti per la realizzazione dell'album Cosa succederà alla ragazza. Due anni più tardi creò la SAS Band (Spike's All Stars Band), un gruppo musicale in cui si succedevano a rotazione diversi membri di varie band (soprattutto Queen, Toto, Whitesnake e Spandau Ballet) o solisti (Roy Wood, Leo Sayer e Kiki Dee).
Ha partecipato come tastierista ai tour del 2005, del 2006 e del 2009 della band Queen + Paul Rodgers, alla produzione del musical We Will Rock You e dell'album The Cosmos Rocks. Nel corso della data di Sheffield del tour dei Queen + Paul Rodgers, da cui è tratto il live Return of the Champions, Edney viene presentato da Roger Taylor con l'appellativo di "The Wizard".
Ha partecipato inoltre come tastierista e corista al tour mondiale 2017/2018 dei Queen + Adam Lambert.